# Ordre de Sidonie
L’ordre de Sidonie est un ordre chevaleresque du royaume de Saxe destiné aux femmes. Créé le 14 mars 1871, juste après la Guerre franco-allemande de 1870, par le roi de Saxe Jean  Ier, l'ordre est accordé aux femmes membres de la noblesse saxonne ou étrangère jusqu'à la chute de la monarchie en 1918. Il récompense le mérite dans l'aide volontaire (tels que les soins infirmiers ou les actions de charité) apportée en temps de guerre et de paix. Il a été nommé en hommage à la duchesse de Saxe, aïeule de la branche albertine de la maison de Wettin, Sidonie de Bohême.

## Lettre d'institution de l'ordre
La lettre d'institution fixe les statuts (définis le 31 décembre 1870) de l'ordre, en neuf paragraphes précisant que le droit de conférer l'ordre appartient exclusivement au roi ; que l'ordre ne sera conféré que pour des mérites spéciaux acquis sur le champ de la charité prêtant volontairement secours en temps de guerre et de paix ; qu'il sera conféré à des dames mariées ou non, appartenant à la patrie par naissance, mariage ou naturalisation. Par exception, il pourra être décerné à des étrangères qui ont des titres spéciaux à la reconnaissance du roi et de l'état.

## Insigne
Les membres de l'ordre de Sidonie portaient une croix maltaise d'émail blanc à huit pointes et à carnes dorées avec une agrafe couronnée contenant le chiffre « S ». L'écu garni de huit feuilles de rue, montre sur l'avers le portrait en or de la duchesse Sidonie en champ blanc encadré bleu foncé avec la légende « SIDONIA » et sur le revers en champ blanc les armes de Saxe. Les membres de l'ordre portent la décoration sur la poitrine gauche à un nœud de violet moiré passé en long par deux lignes vertes tirant sur le blanc avec des rayures blanches et vertes. Les membres de la famille royale portaient une ceinture au lieu de l'arc.

## Récipiendaires notables
- Carola de Vasa, reine de Saxe (1871) ;
- Augusta de Saxe-Weimar-Eisenach, impératrice allemande (1871) ;
- Marie-Henriette de Habsbourg-Lorraine, reine des Belges (1871) ;
- Louise de Prusse, grande-duchesse de Bade (1871) ;
- Victoria du Royaume-Uni, impératrice allemande (1871) ;
- Marie de Prusse, reine de Bavière (1871) ;
- Sophie de Wurtemberg, reine consort des Pays-Bas (1872) ;
- Isabelle II d'Espagne ;
- Augusta-Victoria de Schleswig-Holstein-Sonderbourg-Augustenbourg, impératrice allemande ;
- Stéphanie de Belgique, princesse impériale d'Autriche-Hongrie ;
- Élisabeth-Hélène de Tour et Taxis, princesse de Saxe.